# Hapsinotus notaulator
Hapsinotus notaulator là một loài tò vò trong họ Ichneumonidae.